# Kardinalska imenovanja pape Lava XIII.
Papa Leon XIII. za vrijeme svoga pontifikata (1878. – 1903.) održao je 27 konzistorija na kojima je imenovao ukupno 147 kardinala.

## Konzistorij 12. svibnja 1879. (I.)
1. Friedrich Egon von Fürstenberg, olomučki nadbiskup, Moravska, Austro-Ugarska
2. Florian-Jules Desprez, tuluski i narbonski nadbiskup, Francuska
3. Lajos Haynald, kaločko-bački nadbiskup, Austro-Ugarska
4. Louis-Édouard-François-Desiré Pie, poatjerski biskup, Francuska
5. Americo Ferreira dos Santos Silva, biskup Porta, Portugal
6. Gaetano Alimonda, albenški biskup, Italija
7. Giuseppe Pecci, vice-knjižničar Vatikanske knjižnice
8. John Henry Newman, Orat., Engleska [a]
9. Joseph Hergenröther, prefekt Papinskoga doma
10. Tommaso Maria Zigliara, O.P., rektor Zavoda sv. Tome della Minerva, Rim

## Konzistorij 19. rujna 1879. (II.)
1. Pier Francesco Meglia, damaščanski naslovni nadbiskup, nuncij u Francuskoj
2. Giacomo Cattani, ancirski naslovni nadbiskup, nuncij u Španjolskoj
3. Lodovico Jacobini, solunski naslovni nadbiskup, nuncij u Austro-Ugarskoj
4. Domenico Sanguigni, tarski naslovni nadbiskup, nuncij u Portugalu

## Konzistorij 13. prosinca 1880. (III.)
1. Andon Bedros IX. Hassoun, cilicijski armenski patrijarh
2. Carlo Laurenzi [b]
3. Francesco Ricci Paracciani, prefekt Papinskoga doma [c]
4. Pietro Lasagni [c]

## Konzistorij 27. ožujka 1882. (IV.)
1. Domenico Agostini, mletački patrijarh, Italija
2. Charles-Martial-Allemand Lavigerie, M.Afr., alžirski nadbiskup, alžir
3. Joaquín Lluch y Garriga, O.C.D., seviljski nadbiskup, Španjolska
4. Edward McCabe, dablinski nadbiskup, Irska
5. Angelo Jacobini, prisjednik Vrhovne Svete Kongregacije rimske i opće inkvizicije

## Konzistorij 25. rujna 1882. (V.)
1. Angelo Bianchi, mirski naslovni nadbiskup, nuncij u Španjolskoj
2. Włodzimierz Czacki, salaminski naslovni nadbiskup, nuncij u Francuskoj

## Konzistorij 24. ožujka 1884. (VI.)
1. José Sebastiao Neto, O.F.M.Disc., lisabonski patrijarh, Portugal
2. Guglielmo Sanfelice d'Acquavella, O.S.B.Cas., napuljski nadbiskup. Italija

## Konzistorij 10. studenoga 1884. (VII.)
1. Michelangelo Celesia, O.S.B.Cas., palermski nadbiskup, Italija
2. Antolín Monescillo y Viso, valencijski nadbiskup, Španjolska
3. Guglielmo Massaia, O.F.M.Cap., stauropolski naslovni nadbiskup
4. Cölestin Ganglbauer, O.S.B., bečki nadbiskup, Austro-Ugarska
5. Zeferino González y Díaz Tunón, O.P., seviljski nadbiskup, Španjolska
6. Carmine Gori-Merosi, tajnik Svete konzistorijalne kongregacije i Svetoga kardinalskog zbora
7. Ignazio Masotti, tajnik Svete kongregacije za biskupe i redovnike
8. Isidoro Verga, tajnik Svete kongregacije sabora

## Konzistorij 27. srpnja 1885. (VIII.)
1. Paul Ludolf Melchers, bivši kelnski nadbiskup, Njemačke
2. Alfonso Capecelatro, Orat., kapuanski nadbiskup, Italija
3. Francesco Battaglini, bolonjski nadbiskup, Italija
4. Francis Patrick Moran, sidnejski nadbiskup, Australia
5. Placido Maria Schiaffino, O.S.B.Oliv., niski naslovni nadbiskup, tajnik Svete kongregacije za biskupe i redovnike
6. Carlo Cristofori, glavni saslušatelj Apostolske komore

## Konzistorij 7. lipnja 1886. (IX.)
1. Victor-Félix Bernadou, nadbiskup Sensa, Francuska
2. Elzéar-Alexandre Taschereau, kvebeški nadbiskup, Kanada
3. Benoît-Marie Langénieux, remski nadbiskup, Francuska
4. James Gibbons, baltimorski nadbiskup, Sjedinjene Američke Države
5. Charles-Philippe Place, nadbiskup Rennesa, Francuska
6. Augusto Theodoli, prefekt Papinskoga doma
7. Camillo Mazzella, S.J

## Konzistorij 14. ožujka 1887. (X.)
1. Serafino Vannutelli, nicejski naslovni nadbiskup, nuncij u Austro-Ugarskoj
2. Gaetano Aloisi Masella, neocezarejski naslovni nadbiskup, bivši nuncij u Portugalu, kanonik Patrijarhalne Lateranske bazilike
3. Luigi Giordani, ferarski nadbiskup, Italija
4. Camillo Siciliano di Rende, beneventanski nadbiskup, Italija
5. Mariano Rampolla del Tindaro, heraklejski naslovni nadbiskup, nuncij u Španjolskoj

## Konzistorij 23. svibnja 1887. (XI.)
1. Luigi Pallotti, saslušatelj Apostolske komore
2. Agostino Bausa, O.P., meštar Svete palače

## Konzistorij 11. veljače 1889. (XII.)
1. Giuseppe Benedetto Dusmet, O.S.B. Cas., katanijski nadbiskup, Sicilija, Italija
2. Giuseppe D'Annibale, karistanski naslovni biskup, prisjednik Svete kongregacije za inkviziciju
3. Luigi Macchi, prefekt Svete apostolske palače

## Konzistorij 24. svibnja 1889. (XIII.)
1. François-Marie-Benjamin Richard de la Vergne, pariški nadbiskup, Francuska
2. Joseph-Alfred Foulon, lionski nadbiskup, Francuska
3. Aimé-Victor-François Guilbert, bordoški nadbiskup, Francuska
4. Pierre-Lambert Goossens, mehelenski nadbiskup, Belgija
5. Franziskus von Paula Schönborn, praški nadbiskup, Češka, Austro-Ugarska
6. Achille Apolloni, vice-kamerlengo Svete Rimske Crkve
7. Gaetano De Ruggiero, regens Apostolske kancelarije

## Konzistorij 30. prosinca 1889. (XIV.)
1. Vincenzo Vannutelli, sardski naslovni nadbiskup, nuncij u Portugalu [d]

## Konzistorij 23. lipnja 1890. (XV.)
1. Sebastiano Galeati, ravenski nadbiskup, Italija
2. Gaspard Mermillod, lozanski i ženevski biskup, Švicarska
3. Albin Dunajewski, krakovski knez-biskup, Poljska, Austro-Ugarska

## Konzistorij 1. lipnja 1891. (XVI.)
1. Luigi Rotelli, farsalski naslovni nadbiskup, nuncij u Francuskoj
2. Anton Joseph Gruscha, bečki knez-nadbiskup, Austro-Ugarska

## Konzistorij 14. prosinca 1891. (XVII.)
1. Fulco Luigi Ruffo-Scilla, naslovni nadbiskup Petre, prefekt Papinskoga doma
2. Luigi Sepiacci, O.E.S.A., kalinički naslovni biskup, tajnik Svete kongregacije za biskupe i redovnike

## Konzistorij 16. siječnja 1893. (XVIII.)
1. Giuseppe Guarino, mesinski nadbiskup, Sicilija, Italija
2. Mario Mocenni, heliopolski naslovni nadbiskup, zamjenik državnoga tajnika
3. Amilcare Malagola, fermski nadbiskup, Italija
4. Angelo Di Pietro, nazianski naslovni nadbiskup, nuncij u Španjolskoj
5. Benito Sanz y Forés, seviljski nadbiskup, Španjolska
6. Guillaume-René Meignan, turski nadbiskup, Francuska
7. Léon-Benoît-Charles Thomas, ruanski nadbiskup, Francuska
8. Philipp Krementz, kelnski nadbiskup, Germany
9. Ignazio Persico, O.F.M.Cap., damietanski naslovni nadbiskup, tajnik Svete kongregacije za širenje vjere
10. Luigi Galimberti, nicejski naslovni nadbiskup, nuncij u Austro-Ugarskoj
11. Michael Logue, armaški nadbiskup, Irska
12. Kolos Ferenc Vaszary, O.S.B.Hungarica, ostrogonski nadbiskup, Austro-Ugarska
13. Herbert Vaughan, vestminsterski nadbiskup, Engleska
14. Georg von Kopp, vroclavski knez-biskup, Njemačka
15. Adolphe-Louis-Albert Perraud, Orat., otanski biskup, Francuska [e]
16. Andreas Steinhuber, S.J. [f]

## Konzistorij 12. lipnja 1893. (XIX.)
1. Victor-Lucien-Sulpice Lecot, bordoški nadbiskup, Francuska
2. Giuseppe Maria Granniello, C.R.S.P., cezarejski naslovni nadbiskup, tajnik Svete kongregacije za biskupe i redovnika
3. Joseph-Christian-Ernest Bourret, rodeski biskup, Francuska
4. Lörinc Schlauch, nađ-varadski biskup, Austro-Ugarska
5. Giuseppe Sarto, mantovski biskup, Italija. [g]

## Konzistorij 18. svibnja 1894. (XX.)
1. Egidio Mauri, O.P., ferarski nadbiskup, Italija
2. Ciriaco María Sancha y Hervás, valencijski nadbiskup, Španjolska
3. Domenico Svampa, forlijski biskup, Italija
4. Andrea Carlo Ferrari, biskup Coma, Italija [h]
5. Francesco Segna, prisjednik Svete kongregacije za inkviziciju

## Konzistorij 29. studenoga 1895. (XXI.)
1. Sylwester Sembratowicz, lavovski rutenski nadbiskup, Poljska, Rusija
2. Francesco di Paola Satolli, lepantski naslovni nadbiskup, apostolski delegat u Sjedinjenim Američkim Državama
3. Johannes Haller, salcburški knez-nadbiskup, Austro-Ugarska
4. Antonio María Cascajares y Azara, valjadolidski nadbiskup, Španjolska
5. Girolamo Maria Gotti, O.C.D., petranski naslovni nadbiskup, bivški internuncij u Brazilu
6. Jean-Pierre Boyer, nadbiskup Bourgesa, Francuska
7. Achille Manara, jakinski i umanski biskup, Italija
8. Salvador Casanas y Pagés, urgelski biskup, Španjolska

## Konzistorij 22. lipnja 1896. (XXII.)
1. Domenico Maria Jacobini, tirski naslovni nadbiskup, nuncij u Portugalu
2. Antonio Agliardi, naslovni nadbiskup Cezareje Palestinske, nuncij u Austro-Ugarskoj
3. Domenico solunski naslovni nadbiskup, nuncij u Francuskoj
4. Serafino Cretoni, damaščanski naslovni nadbiskup, nuncij u Španjolskoj

U ovom konzistoriju, papa Leon XIII. je imenovao i pridržao in pectore još dva kardinala. U konzistoriju 24. ožujka 1898., papa je objavio da su oba kardinala u međuvremenu umrla.

## Konzistorij 30. studenoga 1896. (XXIII.)
1. Raffaele Pierotti, O.P., meštar Svete palače
2. Giuseppe Prisco, kanonik prvostolne katedrale u Napulju, Italija

## Konzistorij 19. travnja 1897. (XXIV.)
1. José María Martín de Herrera y de la Iglesia, nadbiskup Santiaga de Compostele, Španjolska
2. Pierre-Hector Coullié, lionski nadbiskup, Francuska
3. Joseph-Guillaume Labouré, nadbiskup Rennesa, Francuska
4. Guillaume-Marie-Romain Sourrieu, ruanski nadbiskup, Francuska

## Konzistorij 19. lipnja 1899. (XXV).
1. Giovanni Battista Casali del Drago, carigradski naslovni latinski patrijarh
2. Francesco di Paola Cassetta, antiohijski naslovni latinski patrijarh i rimski vicegerent
3. Alessandro Sanminiatelli-Zabarella, tianski naslovni nadbiskup, glavni saslušatelj Apostolske komore [i]
4. Gennaro Portanova, ređio-kalabrijski nadbiskup, Italija
5. Giuseppe Francica-Nava di Bontife, katanijski nadbiskup, Sicilija, Italija
6. Agostino Ciasca, O.E.S.A., larisanski naslovni nadbiskup, tajnik Svete kongregacije za širenje vjere
7. François-Désiré Mathieu, tuluski nadbiskup, Francuska
8. Pietro Respighi, ferarski nadbiskup, Italija
9. Agostino Richelmy, torinski nadbiskup, Italija
10. Jakob Missia, gorički nadbiskup, Austro-Ugarska
11. Luigi Trombetta, tajnik Svete kongregacije za biskupe i redovnik
12. Francesco Salesio della Volpe, prefekt Papinskoga doma [i]
13. José de Calasanz Vives y Tutó, O.F.M.Cap., generalni definitor svoga reda

## Konzistorij 15. travnja 1901. (XXVI.)
1. Donato Maria dell'Olio, beneventanski nadbiskup, Italija
2. Sebastiano Martinelli, O.E.S.A., efeški naslovni nadbiskup, apostolski delegat u Sjedinjenim Američkim Državama
3. Casimiro Gennari, lepantski naslovni nadbiskup, prisjednik vrhovne Svete kongregacije svetoga Uficija
4. Lev Skrbenský z Hriste, praški nadbiskup, Češka, Austro-Ugarska
5. Giulio Boschi, ferarski nadbiskup, Italija
6. Agostino Gaetano Riboldi, ravenski nadbiskup, Italija
7. Jan Puzyna, krakovski knez-biskup, Poljska, Austro-Ugarska
8. Bartolomeo Bacilieri, veronski biskup, Italija
9. Luigi Tripepi, tajnik Svete kongregacije za obrede
10. Felice Cavagnis, tajnik Svete kongregacije za izvanredne crkvene poslove

## Konzistorij 22. lipnja 1903. (XXVII.)
1. Carlo Nocella, carigradski naslovni latinski patrijarh, tajnik Svete konzistorijalne kongregacije
2. Beniamino Cavicchioni, nazijanski naslovni nadbiskup, tajnik Svet kongregacije sabora
3. Andrea Aiuti, damietanski naslovni nadbiskup, nuncij u Portugalu
4. Emidio Taliani, sebastanski naslovni nadbiskup, nuncij u Austro-Ugarskoj
5. Sebastián Herrero y Espinosa de los Monteros, Orat., valencijski nadbiskup, Španjolska
6. Johannes Baptist Katschthaler, salcburški nadbiskup, Austro-Ugarska
7. Anton Hubert Fischer, kelnski nadbiskup, Germany